# Procladius pruinosus
Procladius pruinosus är en tvåvingeart som först beskrevs av Jean-Jacques Kieffer 1924.  Procladius pruinosus ingår i släktet Procladius och familjen fjädermyggor.
Artens utbredningsområde är Österrike. Inga underarter finns listade i Catalogue of Life.